# George Novack

George Novack ( Boston, 5 de agosto de 1905 – Nova York, 30 de julho de 1992) foi um político trotskista e teórico marxista norte-americano, um dos importantes líderes do Socialist Workers Party (SWP). 
Ele se formou na Harvard University em 1926, onde obteve seu mestrado em 1927. Importante editor, no começo da crise de 1929 ele se juntou a trotskista Communist League of America (Liga Comunista da América) em 1933 se tornando membro do Socialist Workers Party de 1940 a 1973.
Entre 1937-1940 Novack participou do Comitê Americano em defesa de Leon Trotsky, como seu secretário. Formou-se então a Comissão Dewey, que investigou as acusações feitas contra Trotsky nos julgamentos de Moscou e cujo veredito final inocenta o líder comunista de todas as acusações. Foi um dos 18 líderes do SWP presos durante a II Grande Guerra pelo Smith Act.

## Livros
- INTRODUÇAO A LOGICA MARXISTA. Tradução Anderson R. Felix SP: Sundermann, 2005, ISBN 8599156101.
- DESENVOLVIMENTO DESIGUAL E COMBINADO NA HISTORIA. SP: Sundermann, 2005.

- AS ORIGENS DO MATERIALISMO. Tradução João Simões e Patrick Galba de Paula, SP: Sundermann, 2015. 240 p., ISBN 9788599156704.

inglês
- An Introduction to the Logic of Marxism.
- America's Revolutionary Heritage.
- Democracy and Revolution.
- Empiricism and Its Evolution.
- Humanism and Socialism.
- The Origins of Materialism.
- Polemics in Marxist Philosophy.
- Revolutionary Dynamics of Women's Liberation.
- Understanding History, Marxist Essays.